# Antti Okkonen
Antti Okkonen, född 2 juni 1982 i Uleåborg, är en finländsk före detta fotbollsspelare som gjort 13 A-landskamper för Finland.
Okkonen har spelat proffsfotboll för klubbar i fyra olika länder, för den svenska publiken är han mest känd för sin tid med Landskrona BoIS.

## Karriär
Efter att ha fått sitt genombrott i MyPa flyttade han inför säsongen 2004 till Landskrona BoIS. Sitt första mål för BoIS gjorde han i ett skånederby mot Helsingborgs IF. Efter två säsonger med Landskrona i Allsvenskan degraderades klubben till Superettan då de förlorade det allsvenska kvalet mot Gais, men Okkonen blev kvar i klubben. Hösten 2007 blev han misshandlad på en krog i Landskrona och efter att fotbollssäsongen var över lämnade Okkonen BoIS för belgiska RAEC Mons.
2009 flyttade Okkonen hem till Finland och sin tidigare klubb MyPa, han gjorde senare en säsong med HJK då de vann Tipsligan 2012. Det var första och enda gången i karriären Okkonen blev ligamästare. Efter året i HJK flyttade han till Rovaniemi-baserade RoPS och spelade med klubben till 2018 då han valde att lägga ned spelarkarriären.
Parallellt med klubbkarriären spelade Okkonen 13 landskamper för Finland mellan 2003 och 2006.